# Stefan Larsson (fotbollsspelare)
Stefan Larsson, född 21 januari 1983 i Storfors församling, är en svensk fotbollstränare och före detta fotbollsspelare (försvarare), som spelade större delen av sin karriär i Degerfors IF och Kalmar FF. Med de sistnämnda vann han SM-guld 2008. Ett andra SM-guld blev det 2012, då med IF Elfsborg.
Han är sedan 2024 huvudtränare i Kalmar FF.

## Spelarkarriär
Larssons huvudsakliga position var vänsterback, i KFF spelade han dock även flera matcher som yttermittfältare, och detta med framgång. Säsongen 2007 gjorde han sina första mål i Allsvenskan, just som yttermittfältare, när han i bortamatchen mot Örebro SK smällde in både 1-0 och 3-0 för sitt lag. 
Larsson gick den 1 januari 2012 till IF Elfsborg och lämnade då Kalmar som ett Bosmanfall.
På grund av återkommande skador kunde han bara spela några få matcher säsongerna 2012-2014. Efter säsongen 2017 valde Larsson att avsluta sin spelarkarriär.

## Spelstil
Larssons styrkor var hans snabbhet och vårdade passningsspel.

## Tränarkarriär
Sedan 2016 har Larsson varit aktiv som tränare i Kalmar FF:s akademi, först i föreningens U17-lag och sedan i U19-laget. Mellan 2020 och 2022 var Larsson assisterande tränare i Kalmar FF:s a-lag.  Under säsongen 2020 assisterade han sin tidigare tränare Nanne Bergstrand, under säsongerna 2021-2022 assisterade han sin tidigare lagkamrat och lagkapten Henrik Rydström. Från säsongen 2023 var Larsson återigen U19-tränare i KFF.
Den 20 juni 2024 tog Larsson över som interimtränare i Kalmar FF efter att huvudtränaren Henrik Jensen lämnat sitt uppdrag. I augusti samma år meddelade Kalmar FF att Larsson skulle leda klubben resten av säsongen.

## Meriter
Kalmar FF
- Svensk mästare 2008
- Svenska Cupen 2007
- Supercupen 2009

 IF Elfsborg
- Svensk mästare 2012

### Webbkällor
- Stefan Larsson på Svenska Fotbollförbundets webbplats